# داداش كندي (كراني)
داداش کندي (بالفارسية: داداش کندی) هي قرية تقع في إيران في قسم کراني الريفي. يقدر عدد سكانها بـ 223 نسمة بحسب إحصاء 2016.